# Eliel Saarinen
Gottlieb Eliel Saarinen, född 20 augusti 1873 i Rantasalmi, Södra Savolax, död 1 juli 1950 i Bloomfield Hills, Michigan, var en finländsk-amerikansk arkitekt och stadsplanerare. Eliel Saarinen blev bland annat känd för sina byggnader i jugendstil och anses vara en pionjär för modern förortsbebyggelse. Han är far till Eero Saarinen.

## Biografi

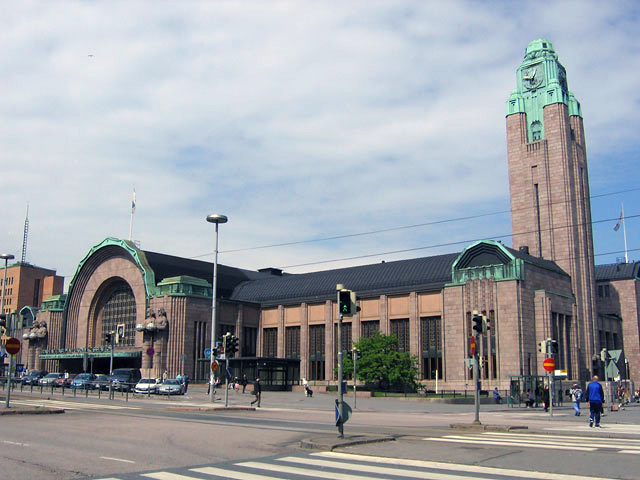
Helsingfors järnvägsstation (1910-14).

Saarinen kom från en prästsläkt och växte upp i Ingermanland där fadern Juho Saarinen (1846–1920) var kyrkoherde. Hans mor var Selma Maria Broms (1845–1914) och han hade sex syskon. När familjen lämnade Ingermanland övertogs tjänsten som kyrkoherde av morbrodern Karl Johan Hedley Broms. Saarinen gick i skolan i Viborg och Tammerfors. Saarinen studerade på Polytekniska institutet i Helsingfors 1893–97. 

### Gesellius-Lindgren-Saarinen
Eliel Saarinen firade redan som student en stor framgång då han tillsammans med Herman Gesellius och Armas Lindgren vann arkitekttävlingen för kommerserådet Julius Tallbergs bostadshus på Skatudden i Helsingfors. Nu grundades arkitektkontoret Gesellius-Lindgren-Saarinen som firade stora framgångar i Finland och internationellt. 1898 deltog de i en arkitekturtävling för Finlands paviljong på världsutställningen i Paris år 1900, och vann tävlingen med sitt bidrag. Den slottslika paviljongen som var dekorerad med Akseli Gallen-Kallelas fresker fick en enorm uppmärksamhet. Konstruktionen blev en vägvisare för den nationalromantiska inriktningen och beställningar strömmade in till arkitektbyrån. 
Arkitekttrions gemensamma arbeten hör till de bästa nationalromantiska arbetena i Finland. Bland dessa finns försäkringsbolaget Pohjolas kontor (1901) och Finlands nationalmuseum (1905–10) i Helsingfors, Suur-Merijoki herrgård i Viborgs landskommun (1904, förstördes under andra världskriget), samt deras gemensamma ateljé Hvitträsk (1902) i Kyrkslätt. Byrån planerade också flera bostadshus i Helsingfors, samt utvecklade nationalromantiska inredningar, speciellt för Suur-Merijoki och Hvitträsk, som i dag är museum. Arkitekttrion splittrades år 1905.
Bland Saarinens mest betydande verk räknas Helsingfors centralstation. Elielplatsen (finska: Elielinaukio), den öppna platsen väster om järnvägsstationen har fått sitt namn efter Saarinen. Det egna hemmet i Hvitträsk tillhör hans mest kända verk.

### Stadsplanering

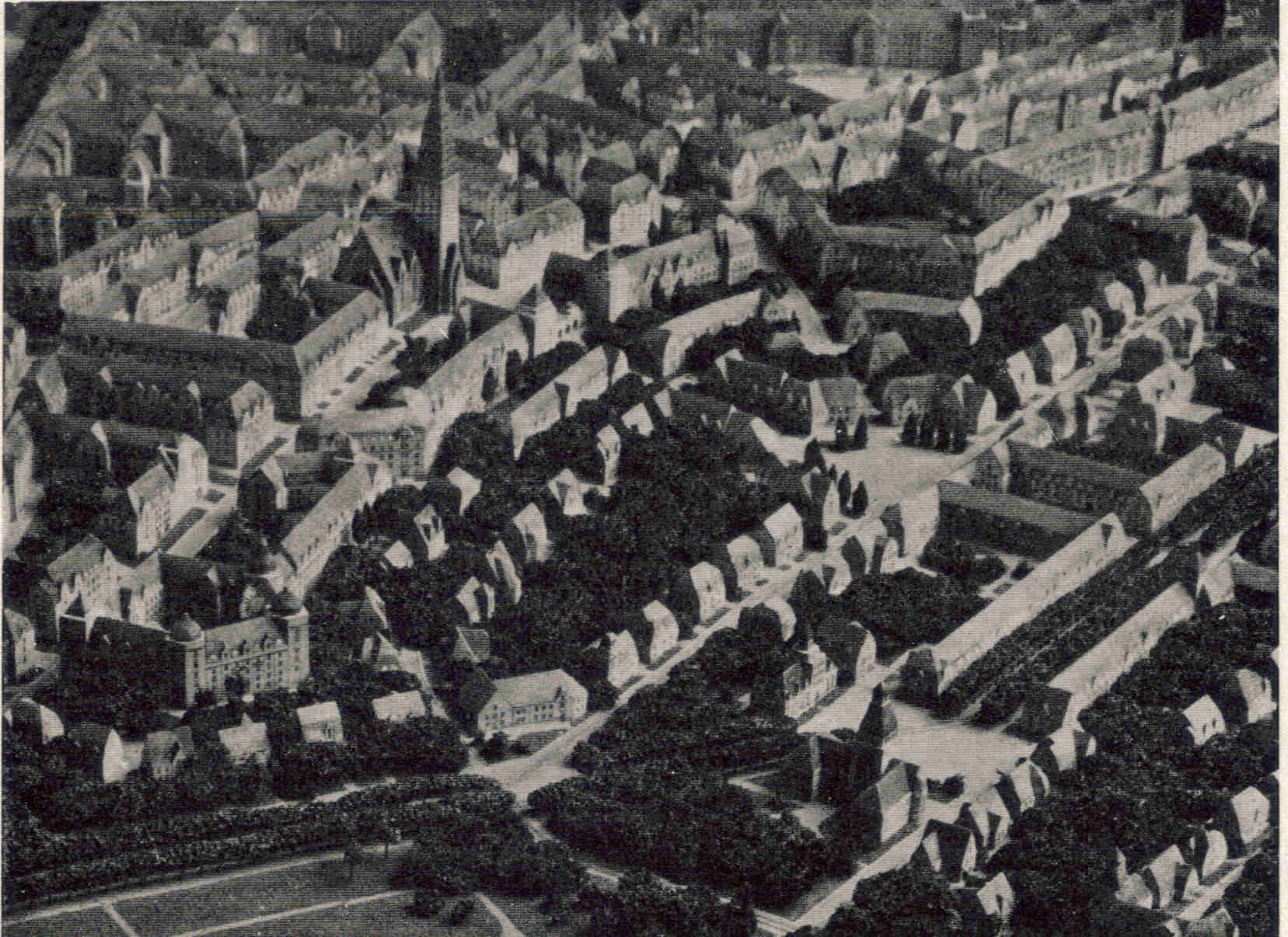
Planerad bebyggelse ungefär där dagens Munkparken ligger. Fotografi av modellen.

Som stadsplanerare gjorde han bland annat planerna för Munksnäs-Haga och Pro Helsingfors. Munksnäs-Haga-planen publicerades i en bok år 1915 vars hela titel lyder Munksnäs-Haga och Stor-Helsingfors. Stadsplansstudier och förslag av Eliel Saarinen. Planen gjordes i samarbete med Helsingfors stadsplanearkitekt Bertel Jung, speciellt gällande kommunikationerna mot staden, och de båda arkitekterna kom senare att göra planen Pro Helsingfors tillsammans. Saarinen deltog även som rådgivare i stadsplaneringen i Tallinn.

### USA

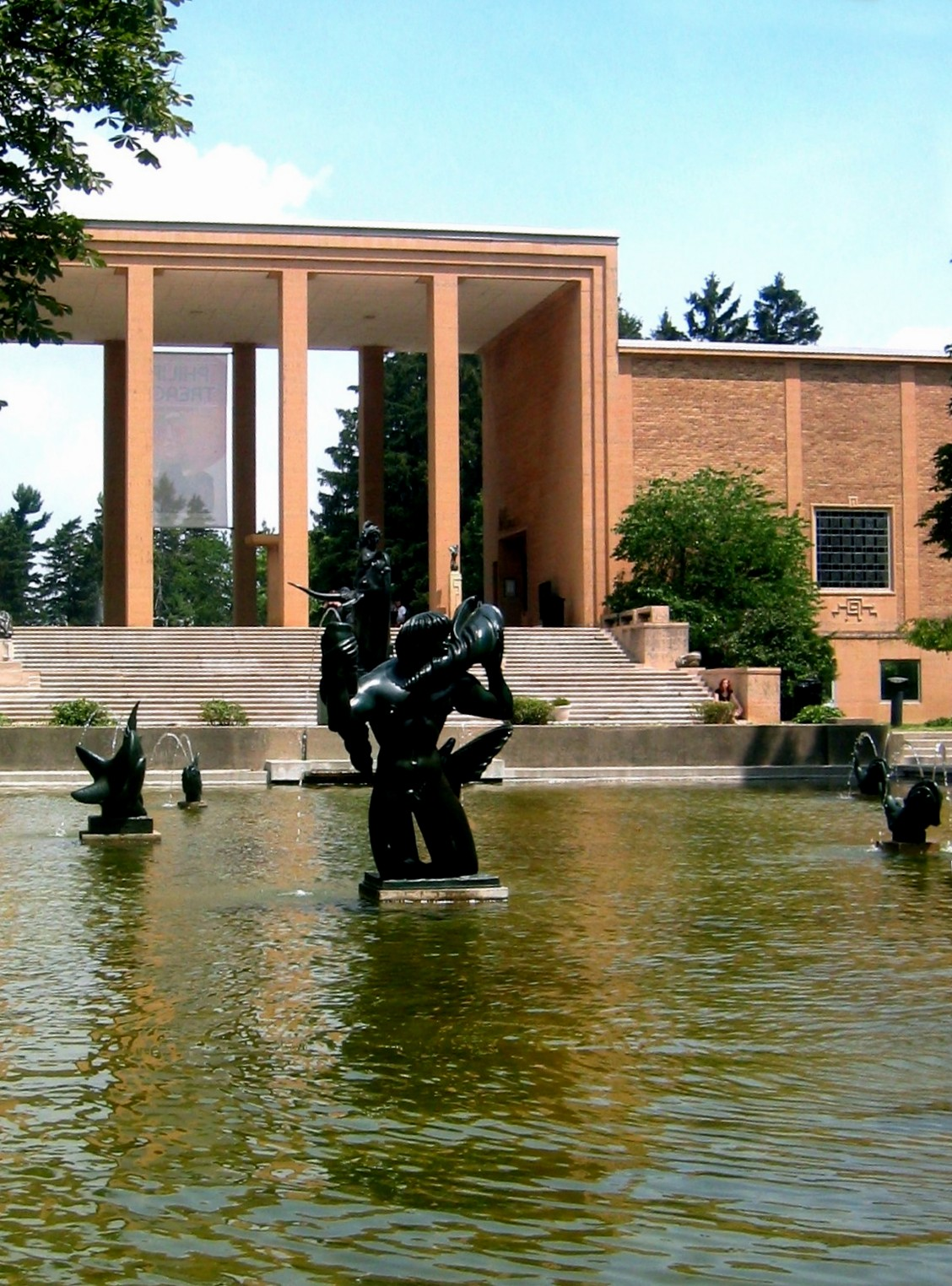
Cranbrook Art Museum

1922 deltog Saarinen i en tävling för Chicago Tribune building och mottog andra pris och hans bidrag uppmärksammades.  Saarinen med familj flyttade till USA 1923. Familjen bodde i Bloomfield Hills, en förort till Detroit, dit Saarinen engagerats av tidningsmannen George Gough Booth i skapandet av Cranbrook Academy of Art, där han ritade byggnaderna och var docent. Saarinens vän Carl Milles anslöt dit 1931. Cranbrook Educational Community är klassat som nationellt historiskt landmärke. Han var även professor på University of Michigan. Under 1930-talet började han arbeta tillsammans med sonen Eero Saarinen och från 1937 drev de en gemensam byrå.

## Byggnader
- Den finländska paviljongen vid världsutställningen i Paris 1900
- Hvittorp, Kyrkslätt, 1902
- Hvitträsk, Eliel Saarinens bostad i Kyrkslätt, 1903
- Villa Miniato, Esbo, 1903
- Suur-Merijoki gård i Viborgs landskommun, 1901-1904, numera ruin
- Finlands nationalmuseum, Helsingfors, 1905-1910
- Kotka konserthus tidigare arbetarhus, Kotka 1907
- Ungdomsföreningshuset Ljungheda, Kyrkslätt, 1910
- Lahtis stadshus, Lahtis, 1911
- Saarinenhuset, Pärnuvägen, Tallinn, 1912
- Helsingfors järnvägsstation, 1910–14
- Viborgs järnvägsstation Viborg 1913, Herman Gesellius färdigställde projektet, sprängd 1941 och riven
- Joensuu stadshus, Joensuu, 1914
- Pauluskyrkan i Tartu i Estland
- Marmorpalatset, Helsingfors, 1916
- Munksnäs pensionat, Helsingfors, 1918
- Cranbrook Educational Community, Bloomfield Hills, Michigan
- Fenton Community Center, Fenton, Michigan, 1938
- Christ Church Lutheran, Minneapolis, Minnesota, 1949

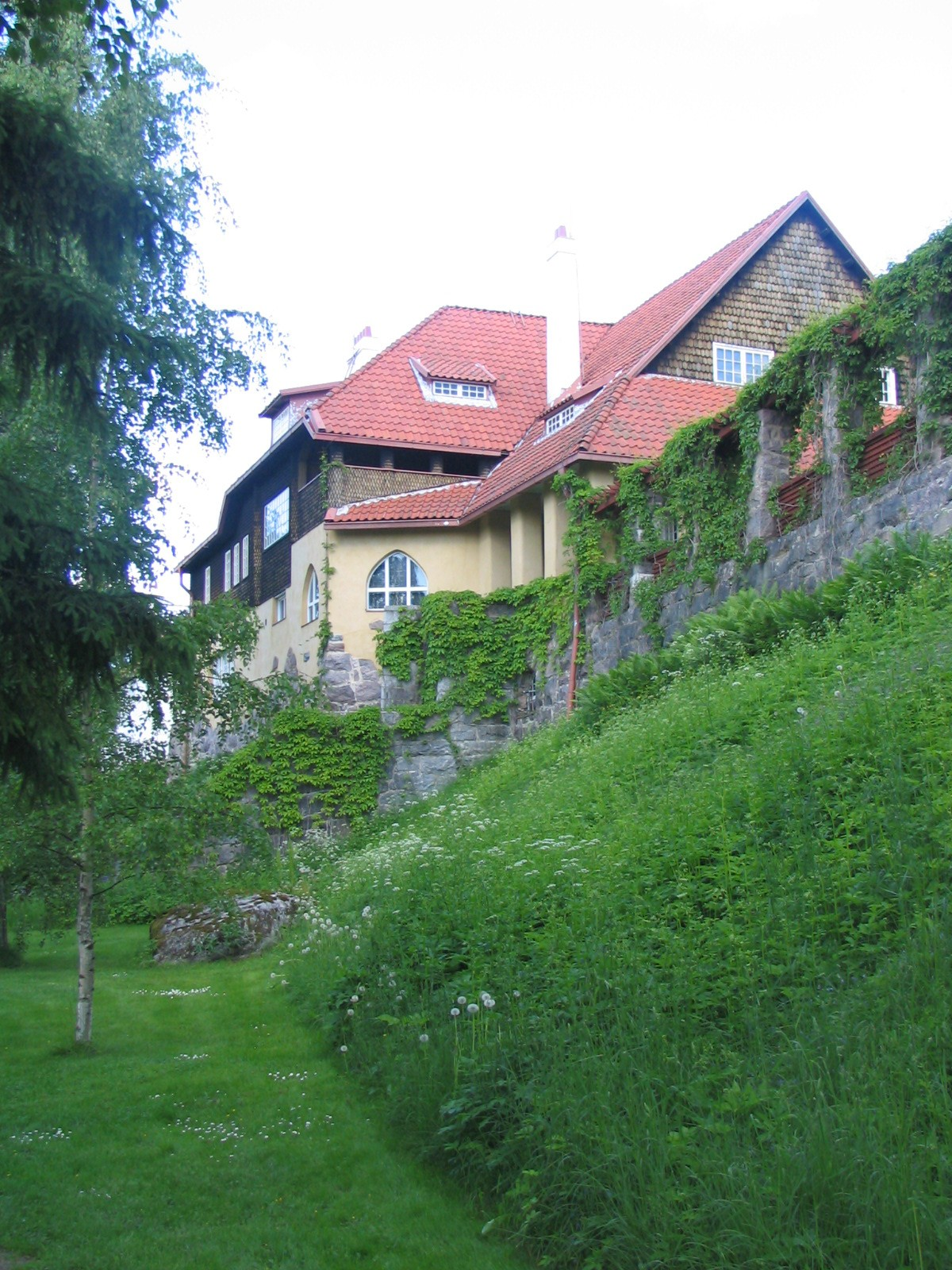
Hvitträsk i Kyrkslätt (1902).
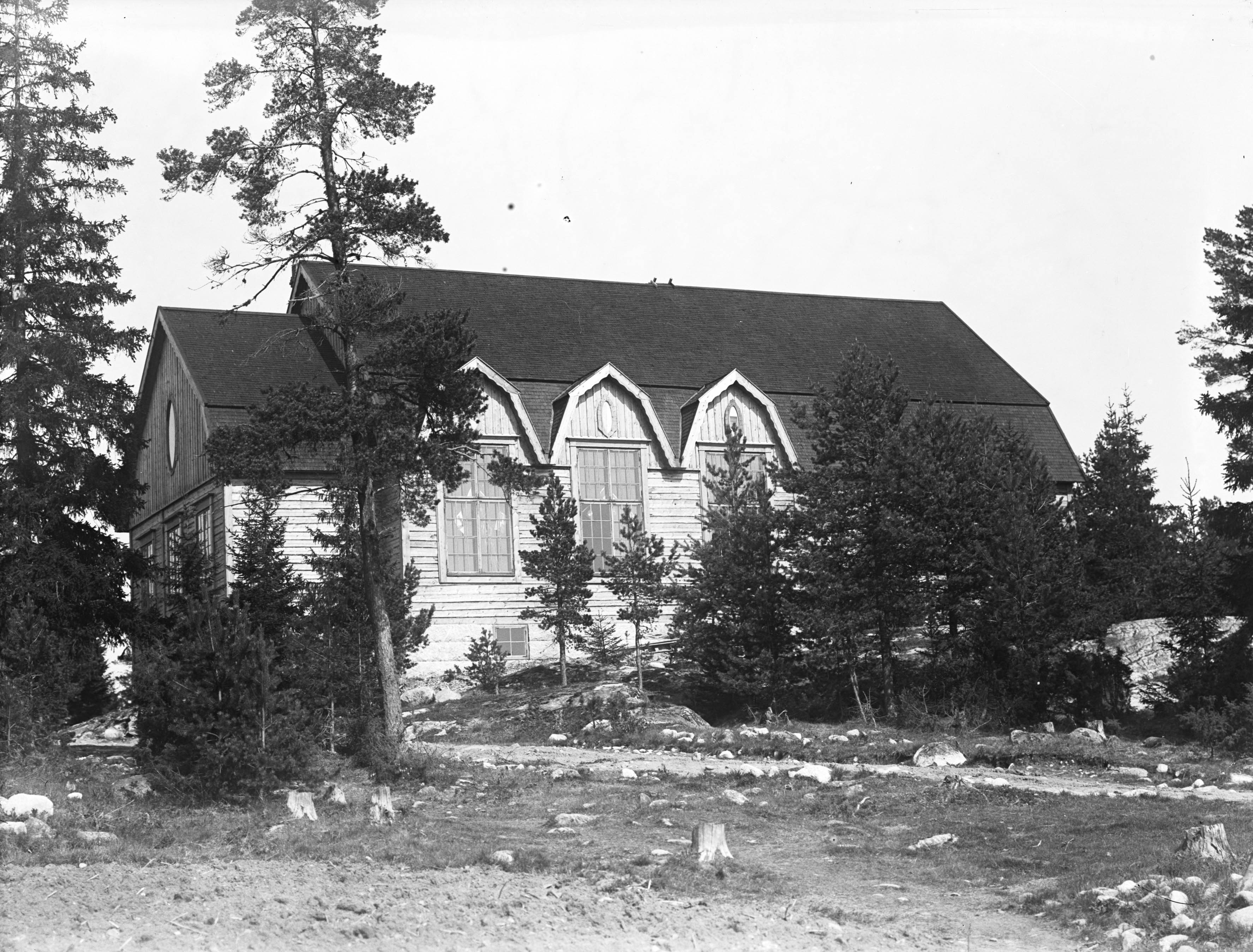
Ungdomsföreningshuset Ljungheda i Kyrkslätt (1910). Bild tagen av Bernhard Åström.
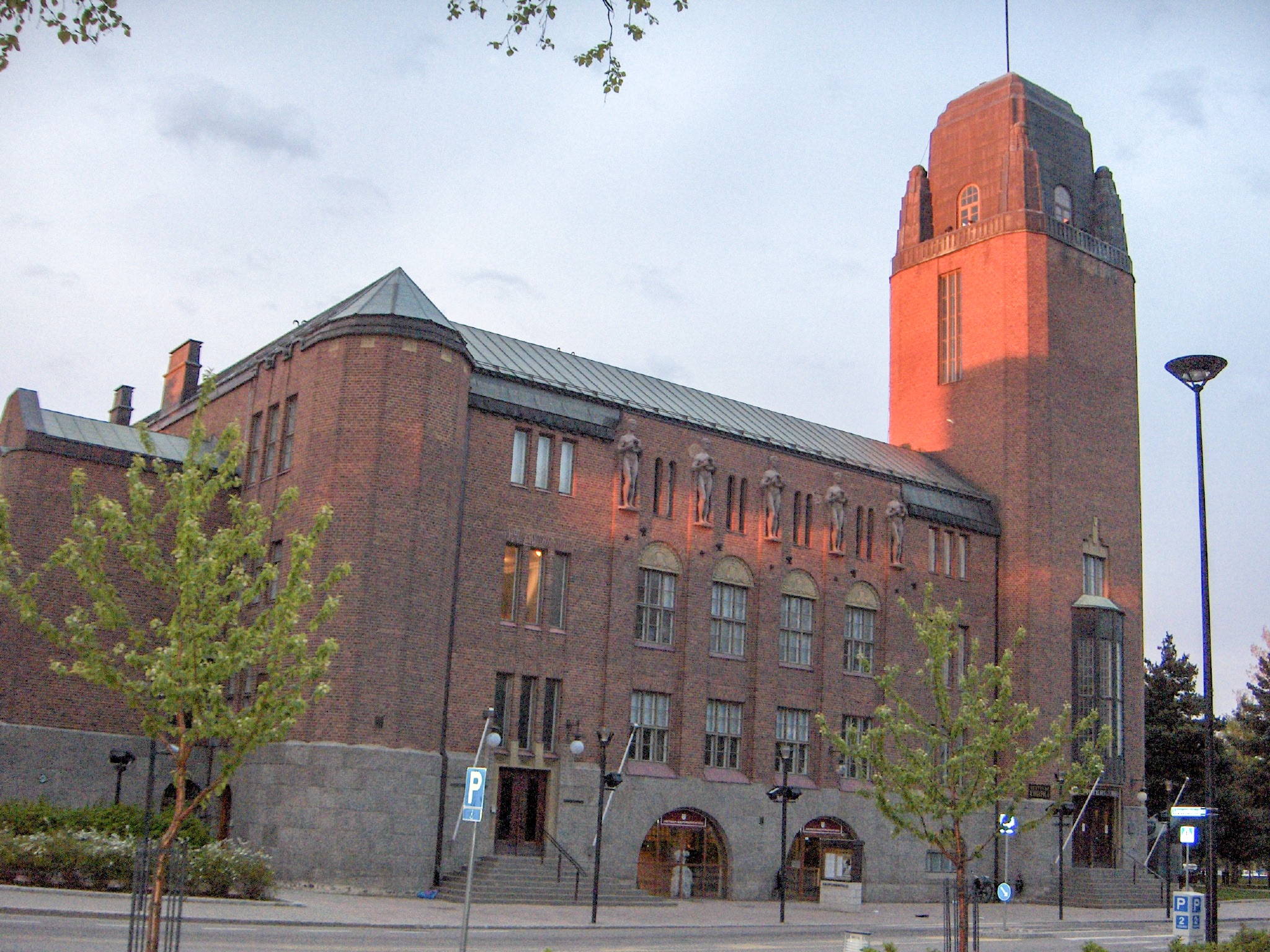
Joensuu stadshus, Joensuu (1914).
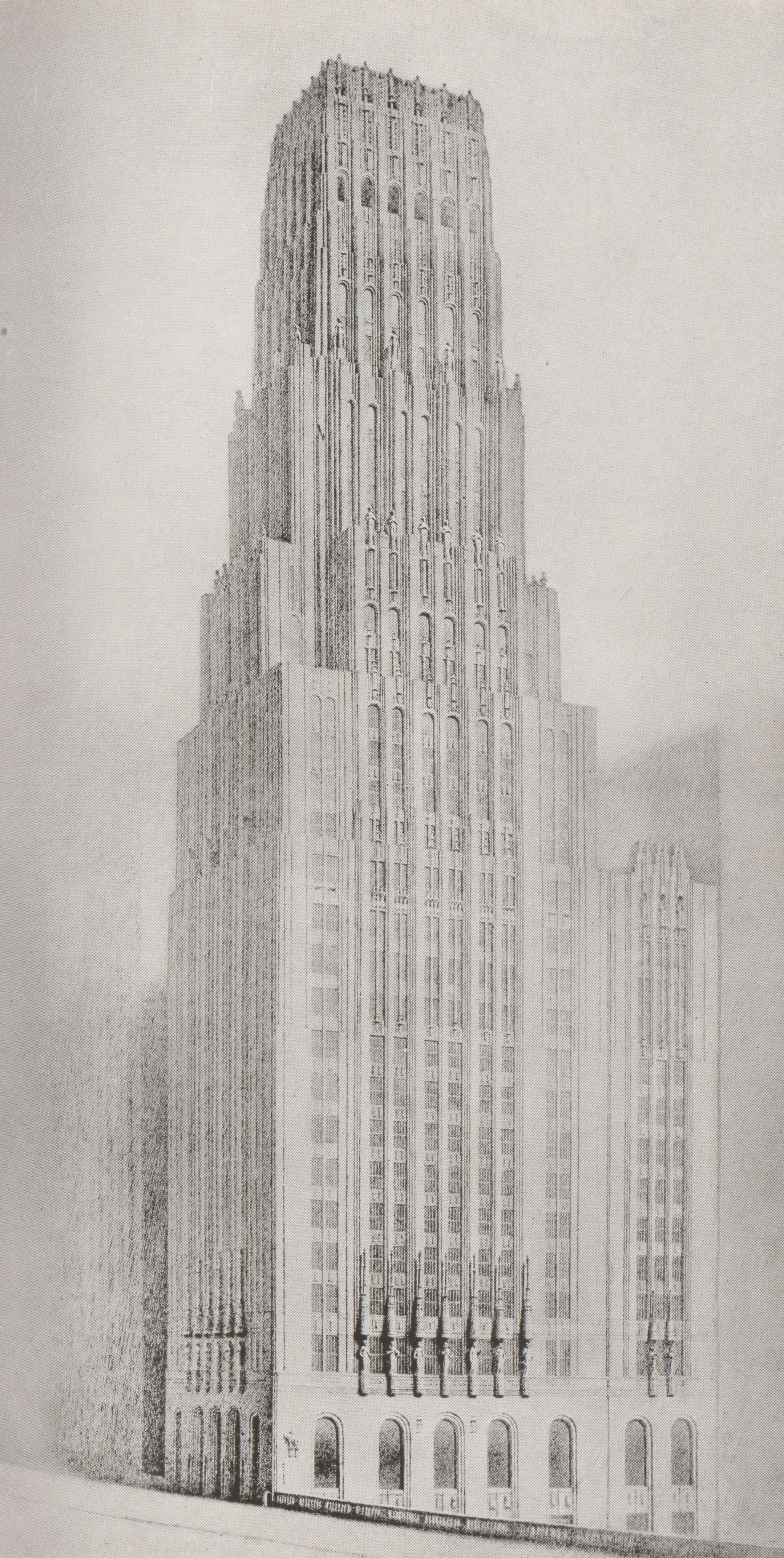
Saarinens andraplatsförslag till Chicago Tribune Tower (1922).
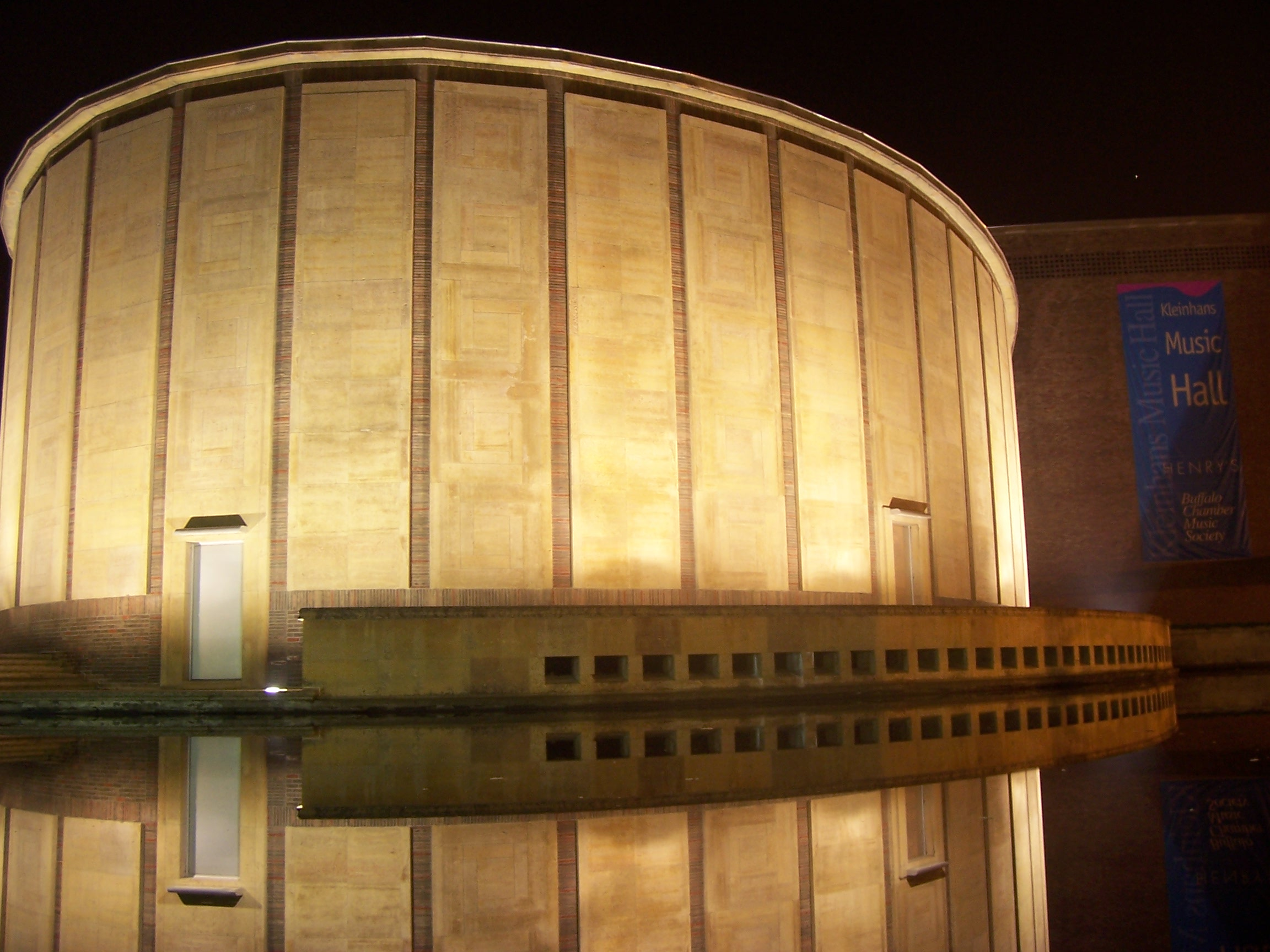
Kleinhans Music Hall,	Buffalo, New York (1940).
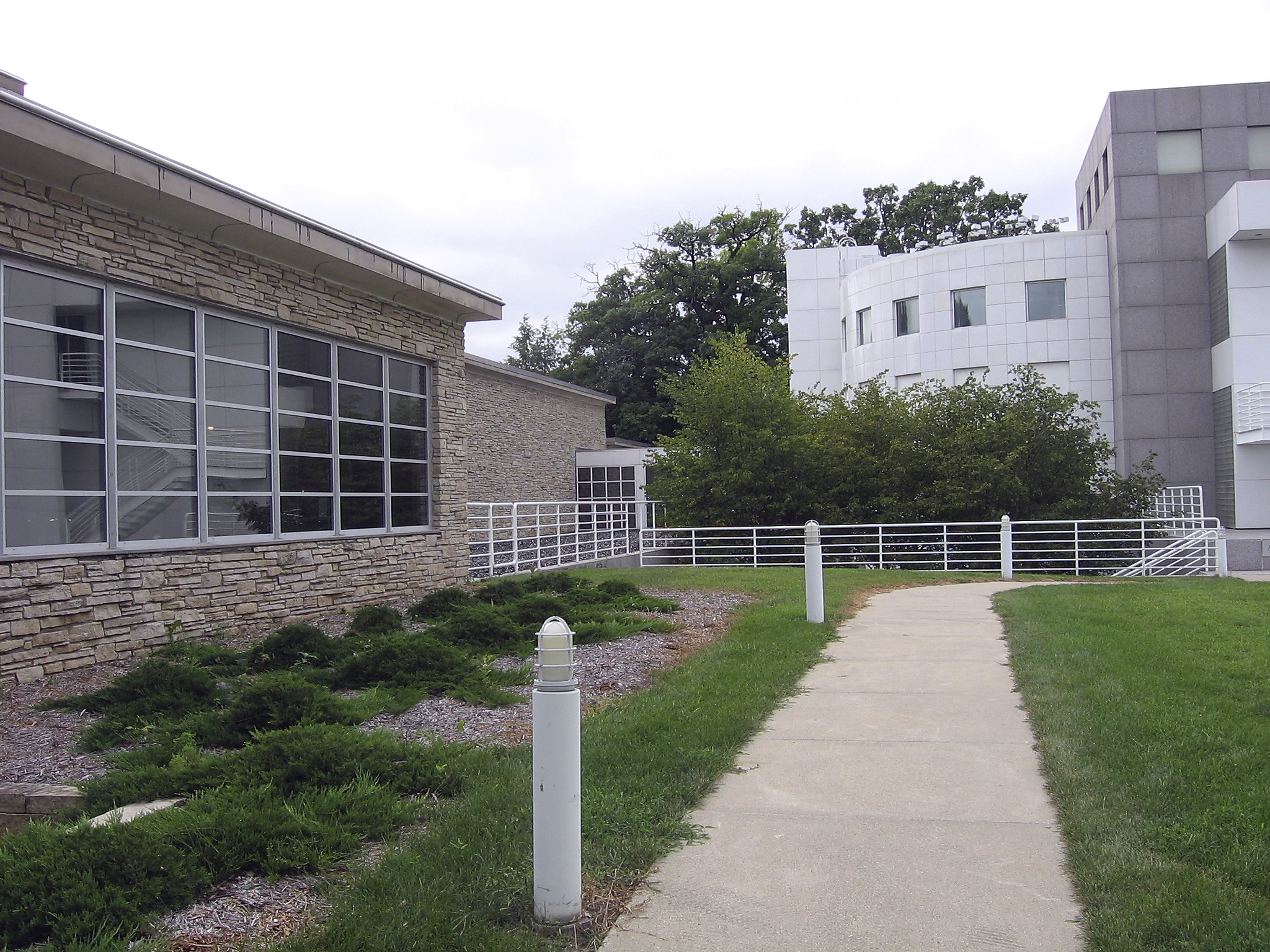
Des Moines Art Center, Des Moines, Iowa (1948)